# Mammút
Mammút est un groupe de rock indépendant et alternatif islandais, originaire de Reykjavik. Formé en 2004, il est composé de trois filles, dont Kata (Katrína Kata Mogensen, fille de l'ancien membre de Kukl Birgir Mogensen), et deux garçons. Leur style est essentiellement rock bien que mâtiné de pop et de fortes influences psychédéliques.

## Biographie
Trois mois seulement après la formation du groupe en 2004, ils remportent un concours islandais visant à sélectionner les jeunes groupes, le Músíktilraunir, concours remporté en 2010 par Of Monsters and Men. Leur premier album ne sortira pourtant que deux ans plus tard, en 2006.
Leur troisième album, Komdu til mín svarta systir, est salué par la critique et est élu meilleur album de l'année par différents journaux comme Morgunblaðið, Fréttatíminn, The Reykjavík Grapevine, ainsi que le principal quotidien islandais, Fréttablaðið. Il est aussi élu meilleur album 2013 à l'occasion du Íslensku tónlistarverðlaunin, équivalent islandais des victoires de la musique. Lors de cette cérémonie, la chanson Salt est également élue chanson de l'année.
En 2017, après avoir sorti trois albums interprétés en islandais, le groupe sort son premier album en anglais : Kinder Versions. Les commentateurs estiment que cela pourrait augmenter la notoriété du groupe hors de l'Islande.

## Membres
- Katrína Kata Mogensen - chant
- Vilborg Ása Dýradóttir - basse
- Alexandra Baldursdóttir - guitare
- Arnar Pétursson - guitare
- Andri Bjartur Jakobsson - percussions

## Discographie

### Albums studio
- 2006 : Mammút
- 2008 : Karkari
- 2013 : Komdu til mín svarta systir
- 2017 : Kinder Versions

### Singles
- 2008 : Svefnsýkt
- 2011 : Bakkus
- 2013 : Salt
- 2013 : Blóðberg
- 2014 : Ströndin
- 2014 : Þau svæfa